# Clasificación Aarne-Thompson-Uther
El sistema Aarne-Thompson-Uther o ATU, conocido anteriormente como Aarne-Thompson, es un sistema de clasificación de fábulas y cuentos de hadas. Su primera edición fue obra del folclorista finlandés Antti Aarne, publicado en 1910. En 1928 el folclorista estadounidense Stith Thompson lo amplió y completó, por lo que pasó a llamarse Aarne-Thompson (AT o AaTh) en su versión posterior de 1961. En 2004 el alemán Hans-Jörg Uther ha continuado el trabajo, por lo que se le ha dado su nombre actual.

## Origen
En 1931 (Hay contradicción con las fechas en este artículo) Johanes Bolte y Georg Politva publicaron una extensa compilación que consistía en un conjunto de detalladas notas comparativas sobre los cuentos de los hermanos Grimm, llamada Anmerkungen zu den Kinder- und Hausmärchen der Brüder Grimm. Esta obra fue la base de la llamada escuela finlandesa, que a partir de la cabeza visible de Julius Krohn, creó el llamado método histórico-geográfico, método científico para el estudio del folclore. Su obra la continuaría su hijo Kaarle Krohn y más tarde su discípulo Antti Aarne. El resultado final de este estudio sería el sistema Aarne-Thompson, una clasificación sobre los índices y motivos de los cuentos populares.

## Desarrollo
Antti Aarne emprendió con su obra, publicada en 1910, el intento más destacable de clasificar de forma universal las fábulas folclóricas. Aarne se ciñó a las tipologías de cuentos finlandeses y daneses, junto a los de los Grimm, siendo su estudio sólo válido para la Europa occidental. Aarne compara los cuentos entre ellos y establece los tipos: los argumentos básicos inalterables en la tradición y comunes en toda la geografía analizada. Citó 540 tipos, seguidos de un número o una letra o un asterisco.
En 1928 Stith Thompson añadió nuevos tipos, usando para ello los catálogos parciales que a partir del sistema instaurado por Aarne, aparecieron en otros países. En 1961 aparecería la obra definitiva, la Aarne-Thompson (AT o AaTh). A diferencia de Aarne, esta nueva revisión permitía estudiar las tipologías folclóricas de Asia, y no sólo de Occidente. 
En 2004 se publicaría una tercera revisión, publicada por Hans-Jörg Uther, rebautizada como el Índice Aarne-Thompson-Uther (ATU).

## Diferencias
Kaarle Krohn y Antti Aarne distinguían tipo de versión y variante: los relatos cuyas semejanzas son mayores que sus diferencias pertenecen al mismo cuento tipo, pero si presenta variaciones importantes se llama variantes del tipo. Ambos defendían la existencia de un arquetipo por cada cuento tipo, la forma primigenia de la que procederían todas las versiones posteriores y con existencia histórica.
Thompson diferencia el tipo del motivo, que vendría a ser el elemento común presente en toda la tradición. Expone tres clases de motivos:
- Los actores de una fábula
- Elementos que ayudan al desarrollo de la historia, tales como objetos mágicos, creencias, etc.
- Incidentes aislados

La tercera clase de motivos sería la más abundante: cuando tienen existencia independiente en la tradición, coinciden con los tipos correspondientes. 
Se puede dar el caso de que un tipo esté constituido por un solo motivo o por varios motivos relacionados. Además hay motivos que pueden darse en diferentes clases de cuentos. Por lo tanto, el problema principal a la hora de hacer una clasificación reside en ordenar aquellos cuentos que presentan una serie de varios motivos, y diferenciar cuales de estos motivos son los principales y cuales los accesorios.

## Clasificación
Hay tres grupos principales de cuentos: los cuentos comunes u ordinarios, los cuentos de animales y los cuentos humorísticos. Aarne-Thompson añadieron dos nuevos grupos: los cuentos de fórmula (que siguen un patrón establecido, como por ejemplo recopilaciones de varios cuentos) y los cuentos no clasificados (los que no se pueden incluir en ninguno de los grupos anteriores). Cada grupo, a su vez, se divide en subgrupos:
- I. Cuentos de animales:
  - Animales salvajes (tipos 1 al 99)
  - Animales salvajes y animales domésticos (100-149)
  - El hombre y los animales salvajes (150-199)
  - Animales domésticos (200-219)
  - Pájaros (220-249)
  - Peces (250-274)
  - Otros animales y objetos (275-299)
- II. Cuentos folclóricos ordinarios:
  - A. Cuentos de magia (300-749):
    - Adversarios sobrenaturales (300-399)
    - Esposo(a) u otro pariente sobrenatural encantado (400-459)
    - Tareas sobrenaturales (460-499)
    - Ayudantes sobrenaturales (500-559)
    - Objetos mágicos (560-649)
    - Poder o conocimiento sobrenatural (650-699)
    - Otros cuentos de lo sobrenatural (700-749)

  - B. Cuentos religiosos (750-849)
  - C. Novelas o Cuentos románticos (850-899)
  - D. Cuentos del ogro estúpido (1000-1199)
- III. Cuentos humorísticos:
  - Cuentos acerca de tontos (1200-1349)
  - Cuentos acerca de matrimonios (1350-1439)
  - Cuentos acerca de una mujer (muchacha) (1440-1524)
  - Cuentos acerca de un hombre (muchacho) (1525-1874)
  - El hombre listo (1525-1639)
  - Accidentes afortunados (1640-1674)
  - El hombre estúpido (1675-1724)
  - Chistes acerca de clérigos y órdenes religiosas (1725-1849)
  - Anécdotas acerca de otros grupos de personas (1850-1874)
  - Cuentos de mentiras (1875-1999)
- IV. Cuentos de fórmula:
  - Cuentos acumulativos (2000-2199)
  - Cuentos con trampa (2200-2249)
  - Otros cuentos de fórmula (2300-2399)
- V. Cuentos no clasificados (2400-2499)

## Crítica
A pesar de que el sistema AT es reconocido por muchos estudiosos como una herramienta de vital importancia para el estudio y catalogación de las fábulas, no ha estado exento de críticas u objeciones. La objeción más importante la realizó el etnólogo ruso Vladímir Propp en el capítulo primero de su Morfología del cuento. Propp criticó la catalogación de los cuentos en tipos y motivos. Se puede leer:

No se puede determinar dónde termina un tema con sus variantes y dónde empieza otro.

Los trabajos de la escuela finlandesa parten de un supuesto erróneo, en una premisa inconsciente según la cual cada tema es un todo orgánico, que puede separarse de la masa de los otros temas y estudiarse por sí solo.

Otro investigador, Carlos González Sanz, también criticó el sistema Aarne-Thopson porque no define

las subdivisiones según un criterio unificador, de manera que no se explica bien por qué los cuentos de animales se definen por el tipo de personaje, los de la magia por la temática y en su conjunto la oposición entre cuentos propiamente dichos y cuentos de fórmula sea más bien formal (aunque internamente los cuentos de fórmula se subdividan temáticamente). Este es el principal error del índice, que lleva a vacilaciones a la hora de clasificar cuentos que, como el de medio pollo, podrían ser de animales, mágico e incluso formulístico.

No obstante, el Índice de Aarne-Thompson se ha consolidado como la mejor fuente a la hora de catalogar los cuentos y poder rastrear sus variantes geográficas. 